# 175109 Sharickaer
175109 Sharickaer este un asteroid din centura principală de asteroizi.

## Descriere
175109 Sharickaer este un asteroid din centura principală de asteroizi. A fost descoperit pe 25 iunie 2004 la Wrightwood de M. Vale. Asteroidul prezintă o orbită caracterizată de o semiaxă mare de 3,13 ua, o excentricitate de 0,18 și o înclinație de 18,4° în raport cu ecliptica.